# Бели (Тверска област)
Бели (рус. Белый) град је на северозападу европског дела Руске Федерације и административни центар Бељског рејона смештеног у југозападном делу Тверске области. 
Према проценама националне статистичке службе, у граду је 2014. живело 3.432 становника.

## Географија
Град Бели налази се у југозападном делу Тверске области, на подручју Валдајског побрђа. Кроз град протиче река Обша, једна од значајнијих притока Западне Двине у горњем делу њеног тока. Налази се на око 295 километара југозападно од административног центра области, града Твера, односно на свега 20 километара северније од границе са Смоленском облашћу. 

## Историја
Током  XIII века на подручју око данашњег града постојало је утврђење Белаја које је било делом тадашњег Смоленског кнежевства. Године 1355. утврђење постаје делом Литванске кнежевине под чијом управом је остало наредних 150 година. Потом је једно кратко време било у саставу Московске кнежевине, али је врло брзо након четворомесечне опсаде 1610. утврђење поново пало у руке Пољско-Литванске Уније. 
Кнез Дмитриј Пожарски успео је да 1613. године без борби заузме град, али је бели већ 5 година касније поново враћен Пољској. И током наредних година град је прелазио из руке у руку, а коначно долази под руску власз 1654. године. 

## Демографија
Према подацима са пописа становништва 2010. у граду је живело 3.772 становника, док је према проценама за 2014. град имао 3.432 становника.
| 1897. | 1959. | 1970. | 1979. | 1989. | 2002. | 2010. | 2014. |
| ----- | ----- | ----- | ----- | ----- | ----- | ----- | ----- |
| 7,000 | 4,126 | 4,846 | 4,945 | 5,228 | 4,350 | 3,772 | 3,432 |